# Woodkid
Pour les articles homonymes, voir Lemoine.
Yoann Lemoine, également dit Woodkid, est un auteur-compositeur-interprète, réalisateur, musicien et graphiste français, né le 16 mars 1983 à Tassin-la-Demi-Lune (Grand Lyon).
C'est d'abord en tant que réalisateur que Yoann Lemoine s'est fait connaître en réalisant notamment des clips pour des artistes français comme Yelle, Mylène Farmer, Nolwenn Leroy ou encore The Shoes mais aussi pour des artistes internationaux comme Katy Perry, Drake ou Lana Del Rey, avec qui il a aussi collaboré sur scène. Il connaît ensuite un succès musical sous l'identité de Woodkid avec son premier album, The Golden Age.

## Biographie
Yoann Lemoine est né à Tassin-la-Demi-Lune près de Lyon, le 16 mars 1983. Sa mère est d'origine juive polonaise et l'imagerie de l'Europe de l'Est est une influence qu'il revendique dans son travail. Son père est publicitaire ; il lui achète son premier Macintosh à l'adolescence : « Je me suis initié à Photoshop et j'ai commencé à fabriquer des images digitales. »
Outre son histoire familiale, son homosexualité influence aussi son travail,,. Il a vécu à New York, puis à Paris.

## Carrière
Il a commencé par étudier l'illustration et l'animation à l'École Émile-Cohl, où il a obtenu son diplôme de « dessinateur-concepteur » avec les honneurs. Il est ensuite parti pour le Royaume-Uni pour suivre un cursus de sérigraphie à l'Université de Swindon. Yoann s'installe à Paris en 2004.
Entre-temps, il débute en travaillant sur le film Arthur et les Minimoys pour Luc Besson, afin de « transformer les décors du film en version compatible pour les jeux vidéo. » Il comprend là qu'il ne peut être « salarié sous les ordres de quelqu'un. »
En 2006, Yoann réalise une série d'esquisses pour Sofia Coppola pour le film Marie-Antoinette,.
Sa carrière débute comme réalisateur de clips vidéo, en 2007.
Sa campagne contre le sida pour Aides, Graffiti, est vue plus de dix millions de fois sur YouTube. Entre 2009 et 2010, il reçoit cinq Lions au Festival international de la publicité de Cannes. À partir de là, sa carrière décolle réellement.
Le 28 mars 2011, sort le premier EP de Woodkid, dont le single Iron est accompagné d'un clip réalisé par l'artiste où apparaît le mannequin anglais Agyness Deyn. Le titre, un succès, est également utilisé pour la bande annonce du jeu vidéo Assassin's Creed Revelations, ainsi que par la marque Dior Homme pour le défilé de sa collection homme automne-hiver 2013 A Soldier On My Own, et pour la campagne publicitaire Volvic en 2015. En 2016, I Love You est utilisé pour la publicité du parfum J'adore, de Dior.
Le 15 octobre 2011, lors d'un concert à New-York (Highline Ballroom), il chante avec Lana Del Rey,, après avoir réalisé son clip Born to Die. En 2012, Lemoine reçoit le prix du meilleur réalisateur de l'année au gala MVPA à Los Angeles et est nommé dans six catégories aux MTV Awards pour ses vidéos de Lana Del Rey, et du duo de Drake avec Rihanna.
L'année 2012 débute avec un concert privé à la tour Eiffel, retransmis sur Noisey.com.
Après le concert à la tour Eiffel, plusieurs dates à l'étranger et un passage au Grand Rex de Paris, il réalise le clip vidéo du single I Love You, sorti le 4 février 2013, avec le mannequin russe Matvey Lykov, lui-même habillé dans la vidéo par le styliste Kris Van Assche.
Le 15 décembre 2011, il annonce qu'il débute la composition de son premier album, intitulé The Golden Age. Réalisé et produit avec la complicité de Guillaume Brière (alias Vladimir Cauchemar) et Benjamin Lebeau (formant le duo The Shoes), ainsi que de Julien Delfaud (producteur de Phoenix, notamment), SebastiAn (Ed Banger), Ambroise Wilaume (Revolver), The Golden Age est sorti le 18 mars 2013. Sept ans plus tard ce disque est vendu à 800 000 exemplaires.
En 2013, il signe la direction créative de la campagne du nouvel album de l'artiste américain John Legend, produit par Kanye West, et signe la direction artistique des clips de Who Do We Think We Are et Made To Love. En juillet de la même année, il donne un concert au Montreux Jazz Festival, avec l'orchestre Sinfonietta de Lausanne. Vers la même époque, il est le directeur artistique de Pharrell Williams pour son clip Happy ainsi que le concert de l'artiste américain à Coachella.
Woodkid compose la musique du ballet intitulé Les Bosquets créé par l'artiste JR pour le New York City Ballet qui sera donné durant la saison 2013-2014 de la compagnie.
En mars 2014, l'émission Le Grand Journal lui soumet l'idée d'une prestation d'un nouveau genre pour son live. Le 13 mai 2014, l'artiste donne un live en « reconstitution 4D » : une vingtaine de caméras ont été disposées autour des musiciens, de manière à reconstituer la scène en « réalité augmentée ».
Le 10 juillet 2014, Woodkid sort son clip The Golden Age, une composition originale mettant en scène l’Amérique rurale des années 1960, et s'attardant sur l'âge d'or du personnage principal (le jeune garçon dans Run Boy Run et l'adulte dans I Love You)[source secondaire souhaitée]. Le mannequin Matvey Lykov est d'ailleurs en ouverture de vidéo. Ce clip est aussi un partenariat musical inédit avec l'artiste Max Richter pour la réédition et l'introduction de son titre Embers.
Fin juillet 2014, la chanson The Golden Age est utilisée dans la bande-annonce du cinquième volet de la saga vidéoludique Assassin's Creed : Assassin's Creed Unity.
En 2015, revenant sur ses adieux à la scène musicale, il signe le morceau Never Let You Down en duo avec la chanteuse suédoise Lykke Li, pour la bande originale du film Divergente 2 : L'Insurrection.
Il dévoile avec Panteros666 (de Club Cheval) la chanson Clear. Il signe ensuite la musique du nouveau projet de JR baptisé Ellis, court-métrage en hommage aux migrants passés par Ellis Island mettant notamment en scène Robert De Niro.
En novembre 2015 sort Volcano, titre qu'il jouait jusque-là sur scène mais n'avait jamais enregistré.
En décembre 2015, la chanteuse Rihanna annonce la sortie de son nouvel album Anti grâce à plusieurs teasers vidéos, fruits de sa collaboration avec Yoann Lemoine.
En 2016, il compose pour la première fois la bande originale d'un long-métrage avec celle du film Desierto, du réalisateur mexicain Jonás Cuarón, fils d'Alfonso. La même année commence sa collaboration avec Nicolas Ghesquière ; en quelques années, il feront une dizaine de défilés tous les deux.
Le 11 décembre 2019, il annonce son retour, avec un deuxième album préparé secrètement et un tout nouveau live-show.
Malgré le contexte de pandémie de coronavirus qui limite les possibilités de concerts et de promotions, son album S16 est annoncé pour le 16 octobre 2020, après un travail de préparation en Allemagne avec de nombreux musiciens, et s'oriente vers une musique « moins accessible, qui demande plus à l’auditeur ». Il obtient, pour cet album, l'autorisation d'utiliser des œuvres sonores du sculpteur Jean Tinguely pour créer des sons qui seront échantillonnés et répétés ; il se sert également du Cristal Baschet qu'il détourne. L'album est qualifié de « réflexions sur l’équilibre des forces entre infiniment grand et petit, échelle humaine et industrielle (le martial Goliath), lien entre responsabilité individuelle et collective » et « crée ainsi ce sentiment d’impuissance face à nos angoisses de fin du monde ».
En 2021, il dévoile le morceau Prologue, composé pour la cérémonie de passation des Jeux olympiques entre Tokyo 2020 et Paris 2024. Le 8 août 2021, en animation de cette même cérémonie, il donne un concert dans les jardins du Trocadéro. Woodkid compose également une musique pour la saison 1 de série d'animation Netflix : Arcane dont le titre est : Guns for Hire.
En 2022, il collabore au nouvel album de Mylène Farmer, L'Emprise, sorti le 25 novembre, notamment sur le titre À tout jamais qui est dévoilé en août,.
À partir de l'automne 2022, il commence à travailler sur la bande originale du jeu vidéo japonais Death Stranding 2: On the Beach, dirigé par Hideo Kojima. L'enregistrement avec orchestre se déroule à l'automne 2024 et implique notamment le pianiste Yvan Cassar. La même année, il revient pour composer une autre musique de la B.O de la série Arcane, cette fois-ci pour la saison 2 : To Ashes and Blood.

## Discographie

### Albums
- 2013 : The Golden Age
- 2020 : S16

### EP
- 2011 : Iron
- 2012 : Run Boy Run Remixes
- 2013 : Run Boy Run
- 2013 : I Love You (Special Version)
- 2013 : I Love You (Remixes)
- 2016 : Land of all (Desierto)
- 2019 : Woodkid for Nicolas Ghesquière – Louis Vuitton Works One
- 2020 : Goliath
- 2020 : Pale Yellow
- 2021 : Powerplant
- 2021 : Uncharted Territory
- 2021 : Warm Core
- 2021 : Prologue - for the Paris 2024 Olympic and Paralympics Games
- 2021 : Iron 2021 - for the Tenth Anniversary of Iron

### Bande originale
- 2025 : Death Stranding 2: On the Beach[39]

### Participations
- 2015 : bande originale du film Divergente 2 : L'Insurrection avec la chanson Never Let You Down (générique de fin)
- 2015 : bande originale du film Desierto de Jonás Cuarón
- 2016 : bande son du film de l'artiste JR avec Robert de Niro Ellis - EP avec l'artiste Nils Frahm
- 2018 : reprise de Yves Simon L'Aérogramme de Los Angeles sur l'album Génération(s) Éperdue(s), en duo avec Louis Garrel[40]
- 2021 : bande originale de l'épisode 6 de la première saison de la série Arcane - Guns for Hire
- 2021 : Addicted to Blue Cheese de l'artiste hip-hop/rap Malkova, en duo avec Metalite et Plastic Toy
- 2022 : collaboration sur l'album L'Emprise de Mylène Farmer[38]
- 2024 : bande originale de l'épisode 3 de la saison 2 de la série Arcane - To Ashes and Blood

## Filmographie

### Réalisateur

#### Clips
- 2008 : Ce jeu de Yelle
- 2008 : Demain de Berry
- 2009 : Faut-il, faut-il pas ? de Nolwenn Leroy
- 2009 : Mistake de Moby
- 2009 : La Fin de la fin du monde de Calogero
- 2010 : Dreaming of Another World de Mystery Jets
- 2010 : Teenage Dream de Katy Perry
- 2011 : Back to December de Taylor Swift
- 2011 : Wastin' Time de The Shoes
- 2011 : Born To Die de Lana Del Rey
- 2011 : Iron de lui-même
- 2012 : Take Care de Drake et Rihanna
- 2012 : Run Boy Run de lui-même
- 2012 : Blue Jeans de Lana Del Rey
- 2014 : Jewels de Black Atlass
- 2014 : The Golden Age de lui-même
- 2014 : Killer de FKA Twigs
- 2017 : Sign of the Times de Harry Styles[41]
- 2017 : I Will Fall For You de Sidi Larbi Cherkaoui et lui-même
- 2020 : Goliath de lui-même
- 2020 : Pale Yellow de lui-même
- 2020 : In Your Likeness de lui-même
- 2024 : Que l'aube est belle de Mylène Farmer

#### Films publicitaires
- 2011 : Cadbury : Twirly Gig
- 2023 : Dom Pérignon et Lady Gaga : The Labor of Creation
- 2024 : Acqua di Gio Profondo Parfum by Giorgio Armani

#### Court métrage
- 2017 : Groovity (film d'animation)

### Compositeur
Ne sont indiquées ici que les compositions originales, créées spécifiquement pour les productions audiovisuelles mentionnées.
- 2015 : Divergente 2 : L'Insurrection - chanson Never Let You Down (en duo avec Lykke Li)
- 2016 : Desierto
- 2021 : Arcane (série d'animation), saison 1 - titre Guns for Hire
- 2024 : Arcane (série d'animation), saison 2, épisode 3 - titre To Ashes and Blood
- 2025 : Death Stranding 2: On the Beach (jeu vidéo)

## Distinctions
- Cannes Lions Advertising Festival –2009 : ‘Tiji’ – Silver – Best Film[pas clair][42]
- Eurobest European Advertising Festival (en) 2010 : ‘Aides Graffiti’ – Bronze – Best Film[pas clair]
- Cannes Lions Advertising Festival 2010 :
  - ‘Aides Graffiti’ – Gold (2) – Best Film – Viral[pas clair][43]
  - ‘Aides Graffiti’ – Bronze (2) – Cyber[pas clair]
- Festival international du film francophone de Namur 2011 : meilleur clip pour Iron[44]
- Festival international du film francophone de Namur 2012 : meilleur clip pour Run Boy Run[45]
- Victoires de la musique 2014 :  groupe ou artiste révélation scène[46]